# L'Analogie. Cœur de la pensée
L'Analogie. Cœur de la pensée est un livre publié en février 2013 par Douglas Hofstadter et Emmanuel Sander.
Il présente l'analogie et la catégorisation de concepts comme le principe au cœur de la cognition, en abordant le sujet depuis les points de vue linguistique, psychologique, ou épistémologique.
Le livre a la particularité d'avoir été écrit simultanément en français et en anglais (Surfaces and Essence. Analogy as the Fuel and Fire of Thinking).